# Mechthild Podzeit-Lütjen

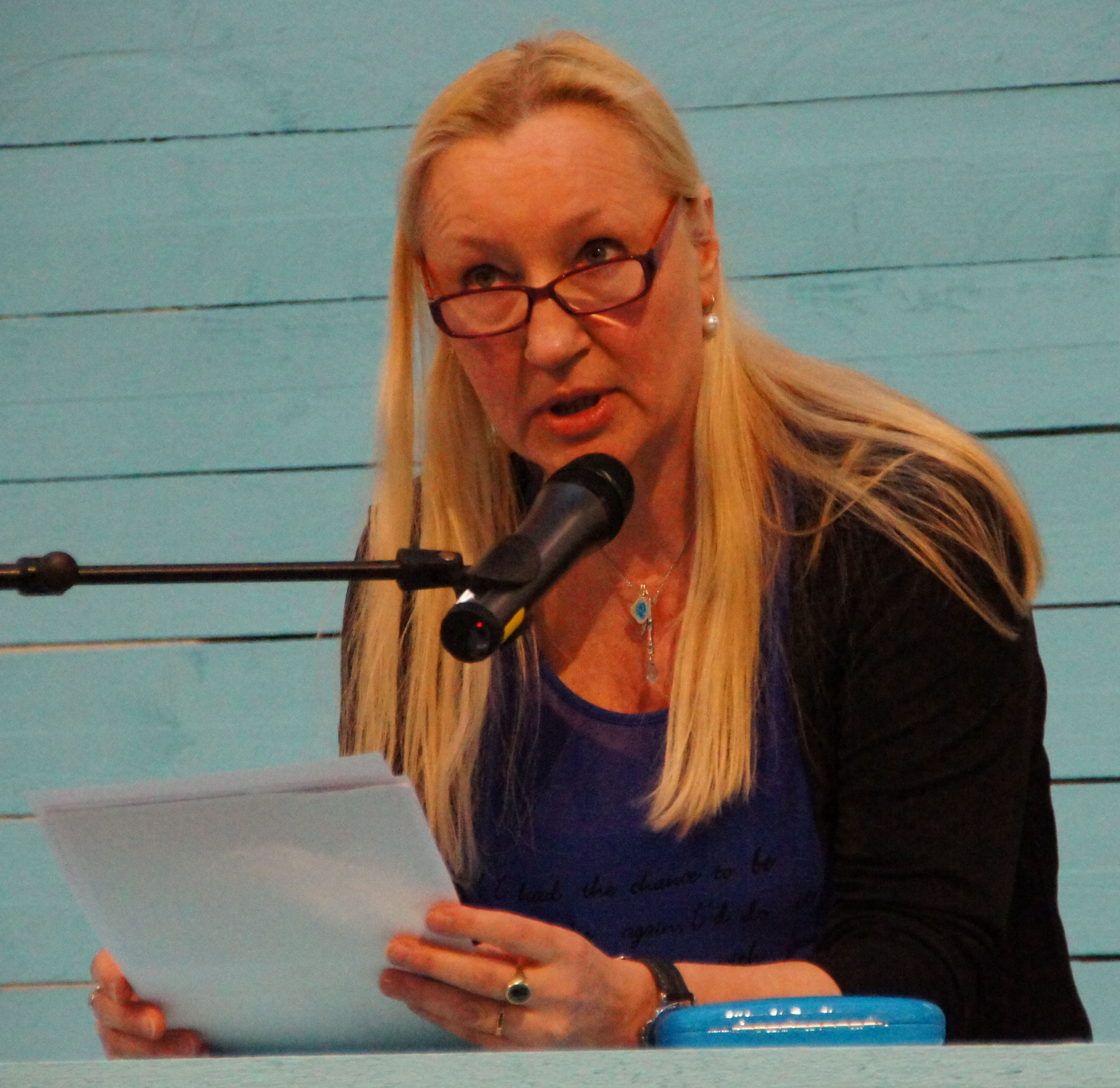
Mechthild Podzeit-Lütjen (2013)

Mechthild Podzeit-Lütjen (* 28. November 1955 in Bremen) ist eine deutsch-österreichische Schriftstellerin.

## Biografie
Podzeit-Lütjen wuchs in Bremen auf und verbrachte ihre Jugend in der französischsprachigen Schweiz. Sie erwarb das Krankenpflegediplom (DGKP) in Siegen und arbeitete am Jung-Stilling Krankenhaus mit dem Schwerpunkt der Intensivpflege. An der Wiener Universität studierte sie Germanistik, Philologie und Evangelische Theologie sowie Biblische Archäologie und Numismatik. Sie schloss die Studien als Magistra (Österreich: Sponsion) und Bachelor ab. Studienreisen führten sie nach Ägypten, Rumänien, Venedig, Rom und Israel. Sie erhielt mehrere Stipendien, darunter Reise- und Arbeitsstipendien der Österreichischen Bundesregierung und der Dramatikerbörse Nenzing, zum Beispiel zum Poesiefestival Havanna (Kuba).
Sie lebt überwiegend in Wien und schreibt Lyrik und Prosa, ausgezeichnet für Haiku, sowie Rezensionen für die Zeitungen Die Furche, Der Standard, Salzburger Nachrichten, Wiener Zeitung. Sie ist Herausgeberin, u. a. mit Unterstützung des Nationalfonds der Republik Österreich für Opfer des Nationalsozialismus, der Gedichte des Spiegelgrundopfers Alois Kaufmann. Ihre Texte „Kaddisch. Für Clemens Eich und seine Mutter Ilse Aichinger“ sowie „darhöhung. elmsfeuer: wir zwischen du und ich“ wurden in Beiträgen vom ORF (Ö1-Sendereihen Kunstsonntag bzw. Nachtbilder) gelesen.
Podzeit-Lütjen ist Mitglied unter anderem der Grazer Autorinnen Autorenversammlung, der IG Autorinnen Autoren, des Österreichischen Schriftstellerverbandes, der Vereinigung Die Kogge und des HAPAX-Dietrich-Bonhoeffer-Verein in Österreich. Zudem engagiert sie sich in der Pfarrgemeinde der Lutherischen Stadtkirche Wien, wo sie Mitglied der Gemeindevertretung ist.
Podzeit-Lütjen war mit dem Indologen Utz Podzeit (†) verheiratet.

## Publikationen (Auswahl)

### Literarische Werke
- Meiner Worte Mantel. Gedichte. Zeichnungen von Helmut Kurz-Goldenstein. Edition Doppelpunkt, Wien 1998, ISBN 3-85273-054-6 (auch in spanischer Sprache erschienen unter dem Titel El manto del mi palabras. Havanna, Kuba 2002, ISBN 959-210-244-9).
- BEInAHE: Gedichte. Mit Zeichnungen von Helmut Kurz-Goldenstein. Mit CD: Akkordeon Otto Lechner. Edition Thurnhof, Horn 2003, ISBN 3-90067-866-9.
- Dünen. Wächten: Brandungsgedichte. Grasl Verlag, Baden bei Wien 2004, ISBN 3-85098-272-6.
- Tollkirschenfee. Mit Zeichnungen von Helmut Kurz-Goldenstein. DeA-Verlag, Wien 2005, ISBN 3-901867-21-X.
- bajo la arena / unter dem sand. Gedichte. Übersetzung: Olga Sanchez Guevara. Coleccion Sur, Havanna 2007.
- Allegorien des Blicks. Brandstätter Verlag, Wien 2007, ISBN 978-3-85033-132-6.
- welch eine liebe / der geheime grund. Lyrik & Prosa. Mit Zeichnungen von Franz Blaas und einem Nachwort von Leander Kaiser, edition lex liszt 12, Oberwart 2016, ISBN 978-3-99016-107-4.
- Hineni (hebr. hier bin ich), du wartest. Porträt. Ausgewählte Gedichte. Vorwort von Gerhard Ruiss und Wolfgang Treitler. Podium, 2020, ISBN 978-3-902886-57-6.
- darhöhung. elmsfeuer – wir zwischen du und ich. Gedichte. Vorwort von Jakob Deibl. edition lex liszt 12, Oberwart 2022, ISBN 978-3-99016-230-9.

### Hörbücher
- Fittiche für Tirza. Hörbuch mit Burgschauspieler Martin Schwab. AstorMedia, Wien 2009, ISBN 978-3-900277-22-2.
- Perseus oder das Unvorhergesehene. Hörbuch. Eigene Texte. Ballade von Rolf Schwendter. Akkordeon: Otto Lechner. Astor Media. Wien 2013, ISBN 978-3-900277-32-1.
- du bist bei mir. אתה עמדי Hörbuch. Eigene Texte. Aus: welch eine liebe. der geheime grund. Gelesen von Burgschauspieler Martin Schwab. Musik: Wilfried Fussenegger. Vocal Clarisse Jähn. edition lex liszt 12, Oberwart 2018, ISBN 978-3-99016-152-4.

### Herausgeberschaft, Bearbeitungen
- Alois Kaufmann: dass ich dich finde.Theodor Kramer Gesellschaft, Wien 2006, ISBN 978-3-901602-29-0.
- Die Wurzel trägt Dich. Anthologie. Texte zu Geburt von u. a. Bodo Hell, Friederike Mayröcker, Rolf Schwendter, M. Podzeit-Lütjen. Edition Art Science, St. Wolfgang 2012, ISBN 978-3-902864-14-7.
- Alois Kaufmann: Totenwagen. Kindheit am Spiegelgrund, Bearbeitung von Mechthild Podzeit-Lütjen, Mandelbaum-Verlag, Wien 2007, ISBN 978-3-85476-235-5.

### Wissenschaftliche Publikationen
- Mechthild von Magdeburgs „Das fließende Licht der Gottheit“. Geheimnis wie Schweigen. Seminararbeit, Fach Germanistik – Ältere deutsche Literatur, Mediävistik. Grin-Verlag, München 2014.
- Die Pentapolis der Philister: Die Stadt im Alten Israel. – Thema rund um die Seevölker, Seminararbeit, Fach Geschichte – Weltgeschichte – Frühgeschichte, Antike. Grin-Verlag, München 2012.
- Textnahe Interpretation Kognitive Hermeneutik, Seminararbeit, Fach Germanistik – Neuere Deutsche Literatur. Grin-Verlag, München 2012.
- Hebräische Elemente in der Sprache des Journalismus. Das durchsetzte Deutsch. Bachelorarbeit, Fach Sprachwissenschaft / Sprachforschung (fachübergreifend). Grin-Verlag, München 2014.
- Elias Canetti. Jüdischer Kosmos? Der Prophet und sein Name Elias. Studienarbeit, Fach Germanistik – Neuere Deutsche Literatur. Grin-Verlag, München 2016.
- Penthesilea von Heinrich von Kleist. Eine Spurensuche anhand Immanuel Kants Souveränitätsbegriff. Bachelorarbeit, Fach Germanistik – Neuere Deutsche Literatur. Grin-Verlag, München 2013.
- Widerstand zum Exil im Exil: Alice Rühle-Gerstel & Leo Trotzki in Mexiko. Anhand des Tagebuchs der Autorin: 'Kein Gedicht für Trotzki'. Alice Rühle-Gerstel zum 75. Todestag.  LIT Verlag, edition:forschung, Münster 2020, ISBN 978-3-86435-028-3.
- wie ein Windstoss das Scharlachfutter des Mantels aufdeckt. Kleine Schriften. Deutsche Philologie. LIT edition:forschung, Münster 2024, ISBN 978-3-86435-035-1.
- Wer könnte atmen ohne Hoffnung. Kleine Schriften. Theologie. LIT edition:forschung, Münster 2025, ISBN 978-3-643-51246-8.

## Auszeichnungen (Auswahl)
- 2003: Feldkircher Lyrikpreis (4. Preis)[9]
- 2004: Short Story Award, Berlin[6]
- 2017: Shortlist-Platzierung beim Literaturpreis Textfunken, Radio Burgenland[10]